# Aphonopelma johnnycashi
Aphonopelma johnnycashi — вид павуків родини павуків-птахоїдів (Theraphosidae). Описаний у 2016 році. Новий вид був виявлений в ході дослідження мітохондріальної ДНК понад 1800 екземплярів павуків-птахоїдів. В результаті аналізу були виділені 29 видів фауни США, 14 з яких виявилися новими для науки.

## Поширення
Ендемік США. Поширений на рівнинах і в передгір'ях на заході гір Сьєрра-Невада в Каліфорнії.

## Етимологія
Павук був знайдений у 2015 році неподалік Фолсомської в'язниці Folsom у Каліфорнії. Новий названий на честь американського музиканта Джонні Кеша, який у 1968 році організував свій концерт у Фолмсомській в'язниці, а його пісня «Folsom Prison Blues» стала всесвітньовідомою. Крім того, зрілі самці павука, як правило, чорного кольору, а співак мав прізвисько «Людина в чорному».

## Опис
Павук виростає до 15 см завдовжки. Самці чорні, самиці темно-коричневі. Як і більшість північноамериканських птахоїдів, вони відносно нешкідливі для людини.